# Лонардо, Анджело
Анджело Энтони Лонардо (англ. Angelo Anthony Lonardo; 21 января 1911, Кливленд, Огайо, США — 31 марта 2006, там же), также известный как «Большой Эндж» (Big Ange) — италоамериканский гангстер, сын Джозефа Лонардо, первого босса семьи Кливленда, который сам был исполняющим обязанности босса (1981—1983).

## Биография
Анджело Лонардо родился в 1911 году в Кливленде в семье Джозефа и Кончетты Лонардо. Его отец был владельцем кондитерской и главарём банды эмигрантов из сицилийского города Ликата, которая занималась вымогательством и грабежом. Джозеф Лонардо и его банда долгое время ограничивалась мелкими преступлениями, но как только начался «сухой закон», он и его братья активизировали свою деятельность, сумев подчинить себе Банду Мейфилд-роуд, действующую в кливлендской Маленькой Италии и превратив её в доминирующую в городе преступную организацию, тем самым положив начало кливлендской мафии. Крёстным отцом Анджело был Энтони Милано, брат Фрэнка Милано, главаря Банды Мейфилд-роуд и впоследствии босса кливлендской семьи.
В 1927 году в кливлендской мафии произошёл раскол. Джозеф Лонардо был убит своим помощником Сальваторе Тодаро, ставшим новым боссом семьи при поддержке братьев Порелло. 16-летний Анджело поклялся отомстить. Тодаро был убит перед парикмахерской Оттавио Поррелло 11 июня 1929 года Анджело Лонардо, сыном Джозефа Лонардо, и его двоюродным братом Домиником Соспирато. Лонардо судили и приговорили к пожизненному заключению. Однако его адвокату удалось добиться повторного судебного разбирательства и он был освобождён.
Убийством Тодаро Анджело Лонардо не захотел ограничиваться и продолжил мстить. 10 июня 1936 года Большой Эндж убил Джузеппе «Доктора Джо» Романо, лицензированного врача и гангстера, которого считал причастным к убийству отца. Убийство из мести одного из руководителей семьи требовало одобрения мафиозной Комиссии. Сам Анджело утверждал, что получил разрешение на убийство у босса семьи Фрэнка Милано, но тот отрицал что санкционировал убийство. Чтобы защитить Лонардо, который не был «посвящённым», тогдашний босс кливлендской мафии Альфред Полицци был вынужден на заседанием Комиссии сослаться на незнание им правил мафии.
В 1940-х годах Анджело Лонардо официально присоединился к семье Кливленда и вскоре дослужился до капо. В 1943 году он и ещё 23 кливлендских мафиози были обвинены в проведении подпольных лотерей. Хотя обвинительные заключения были секретными, гангстеров предупредили и они тайно бежали из Кливленда на борту яхты Артура Макбрайда, кливлендского предпринимателя, связанного с мафией, и перебрались во Флориду.
В 1976 году Анджело Лонардо стал младшим боссом (заместителем). В 1981 году, после того как главный босс кливлендской мафии Джеймс Ликаволи был арестован в соответствии с недавно принятым Законом RICO приговорён к 17 годам тюремного заключения, Большой Эндж стал временным боссом, правда ненадолго. Уже в 1983 году Лонардо был арестован и вместе с пятью сообщниками приговорён к пожизненному заключению за наркоторговлю и торговлю людьми.
В 1985 году Анджело Лонардо согласился стать правительственным осведомителем и свидетельствовать против своих бывших коллег. В следующем году он на знаменитом «Комиссионном процессе» (Commission Trial) дал показания против крёстных отцов Пяти семей Нью-Йорка. 15 апреля 1988 года Лонардо дал показания в Сенате США, рассказав о том, как мафиози Среднего Запада обворовывали казино Лас-Вегаса. Лонардо и Джимми Фратианно, временный босс семьи Лос-Анджелеса, были самыми высокопоставленными мафиози, которые стали федеральными свидетелями, пока в начале 1990-х годов свидетелем не стал младший босс семьи Гамбино «Сэмми Бык» Гравано. В конце концов Анджело Лонардо вошел в федеральную программу защиты свидетелей, но оставил её, чтобы вернуться в Кливленд. Уже живя на пенсии Лонардо снялся в документальном фильме The Sugar Wars: The Life Story Of Angelo Lonardo, выпущенном после его смерти.
Анджело Лонардо умер во сне 1 апреля 2006 года в возрасте 95 лет и был похоронен на кладбище Голгофы в Кливленде. Он был женат на Марии (в девичестве Скалиш), у них был сын Джозеф.